# カツカレー食い逃げ事件
カツカレー食い逃げ事件（カツカレーくいにげじけん）とは、自由民主党総裁選挙に出馬した候補の出陣式に出席した国会議員の数よりも、実際の得票数が少なかった出来事を揶揄した言葉。
名称は2018年自由民主党総裁選挙の際に、安倍晋三の陣営において験担ぎのために振舞われたカツカレーの数よりも、実際に得た議員票の方が4票少なく「カレーだけ食べて、票を入れずに食い逃げしたやつがいる」との臆測を呼んだことが由来し、「カレーライス事件」とも称される。この他、2024年自由民主党総裁選挙における加藤勝信の出陣式の例も挙げられる（詳細）。

## 2018年
2018年9月20日の昼、自由民主党総裁選挙の当日に東京都内のホテルで行われた「必勝出陣の会」では、総裁選に投票権をもつ議員のために333食分のカツカレーが、安倍晋三陣営によってふるまわれたとされる。このメニューは「カツ」と「（総裁選に）勝つ」がかけられた、いわゆるゲン担ぎを狙ったものである。しかし同日午後に投開票が行われた総裁選挙で、安倍に投じられた票数はカレーの食数より4票少ない329票だった。そのため出陣式でカレーを食べたにもかかわらず安倍を「裏切り」、投票しなかった議員が少なくとも4人いるのでは、という臆測が飛び、様々なメディアで事件としてとりあげられた。当時の安倍陣営の事務総長であった甘利明は、2018年の一件を「カレーライス事件」と呼んだ。
デイリー新潮によれば、当時「食い逃げ犯」として疑われていたのは高橋比奈子（麻生派）と谷公一（二階派）である。また産経ニュースは「小泉進次郎が投票日に石破茂への投票を公言したため、それに影響を受けた若手議員が投票先を変えた可能性がある」と指摘した。
ただし出陣式に出席した議員の人数は実際には非公表であり、ホテル側への取材でも提供したカレーの食数は不明である。一説には、「333」という数字はあくまで出陣式の参加受付で集まった議員の名刺の枚数である可能性があり、実際に出席してカツカレーを食べた議員の人数ではない。
2024年9月23日に行われた、立憲民主党代表選挙に関係するABEMA NEWSの中継に出演した宮澤博行が、2018年の出陣式で自分がカレーを3杯食べたことを明らかにした。

## 2024年

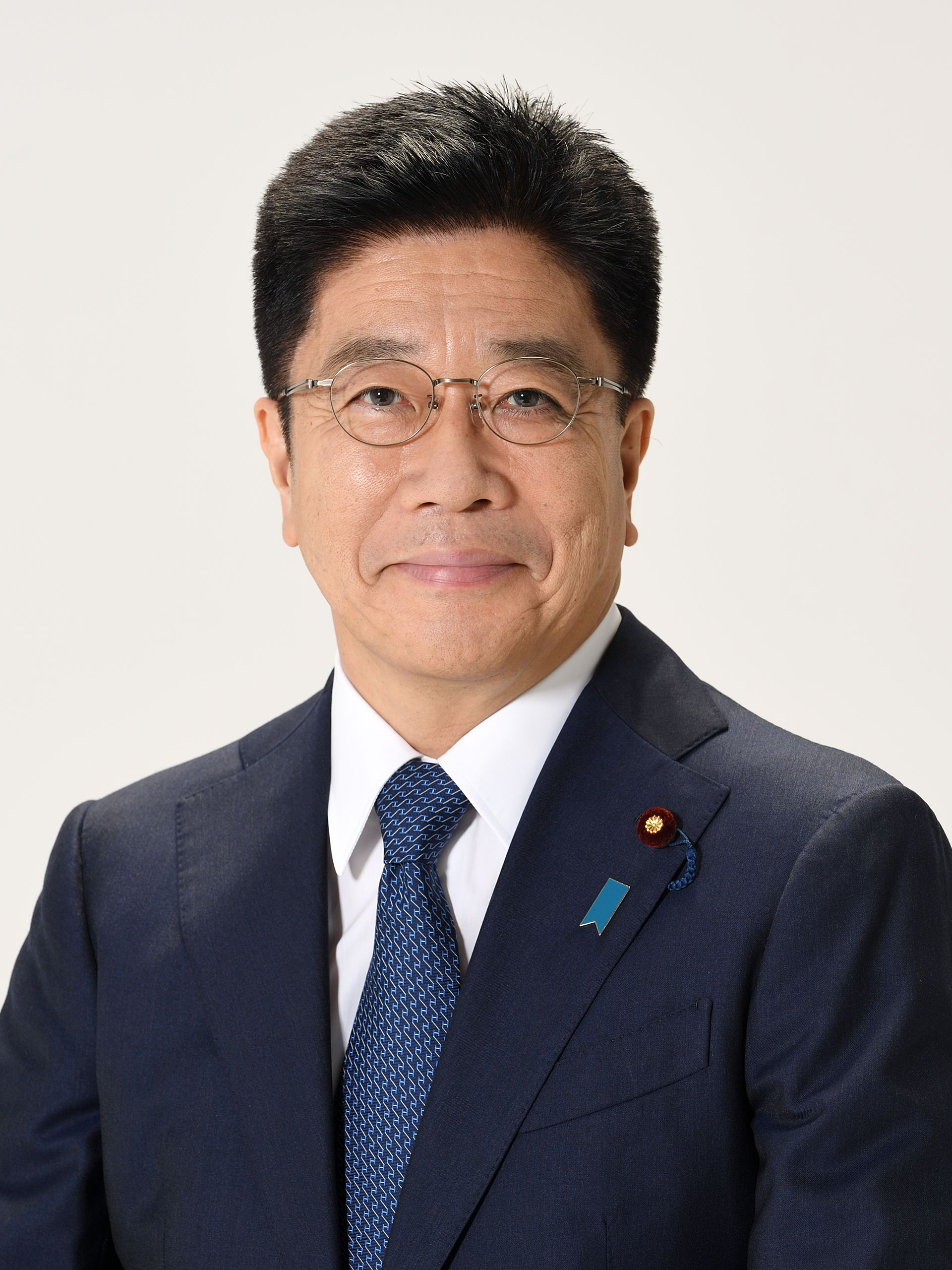
2024年総裁選挙に出馬した加藤勝信

2024年9月27日に投開票が行われた2024年自由民主党総裁選挙において、立候補した加藤勝信は所属していた平成研究会（旧茂木派）から茂木敏充が立候補したこともあり、立候補に必要な推薦人20人を集めることに困難が生じていた。自民党内では、各陣営による引き剥がしが水面下で行われていたことから、推薦人になりながら別の候補者に票を投じる者が現れるのではないかとの見方があった。
投票直前となる27日の昼には「出陣の会」が開かれ、推薦人20人がカツカレーを食した。しかし、その後の投開票で加藤が得られた票は16票であった。選挙後、推薦人ではない青山繁晴議員が加藤への投票を表明した。よって、推薦人20人のうち、少なくとも6人が他候補へ投票したと見られる。また、その後開かれた「報告会」には17人が出席しており、加藤へ投票しなかった議員も出席したこととなる。